# 笈形焼き

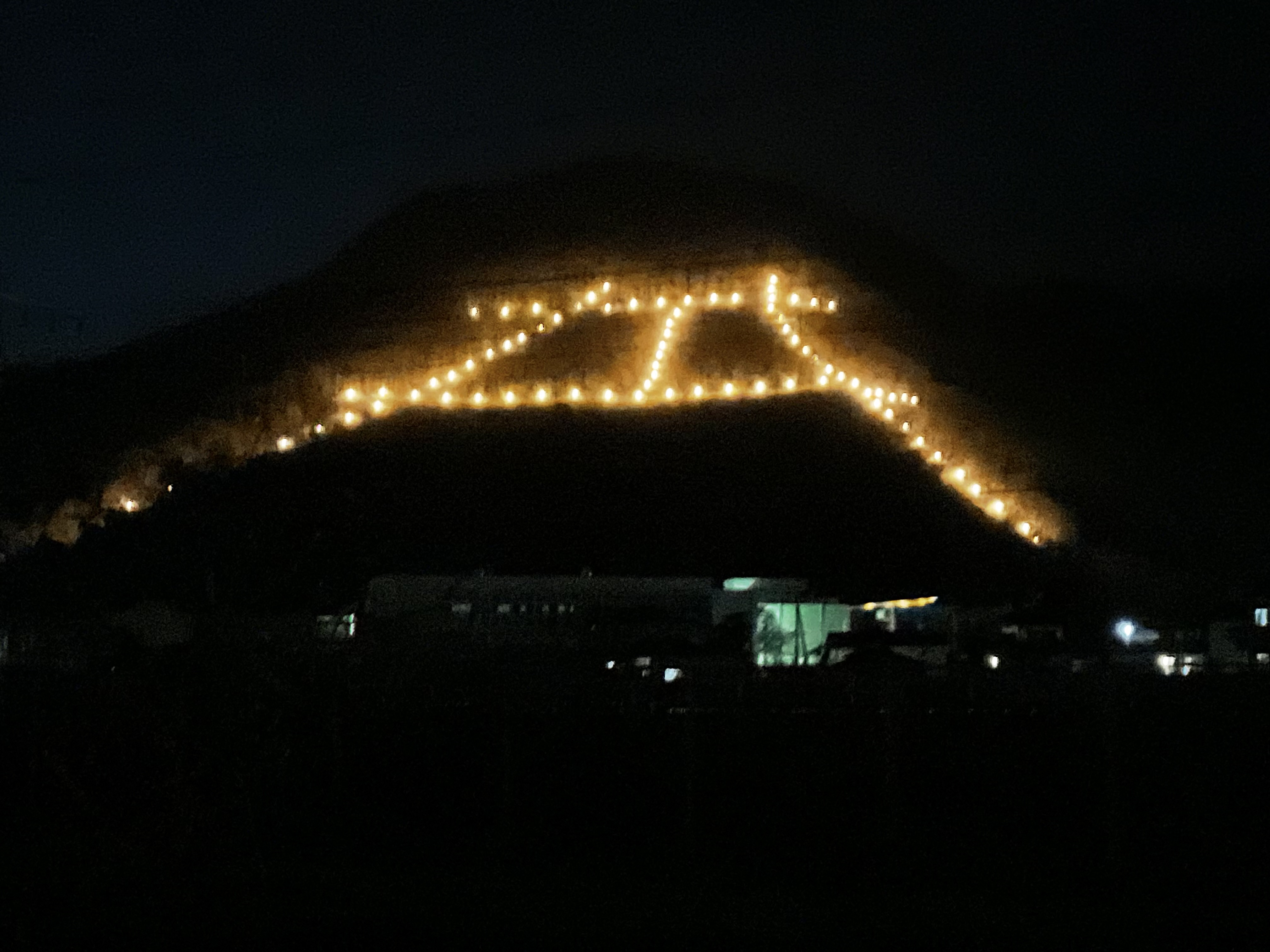
笈形焼き（夜景）

 笈形焼き （おいがたやき）は、山梨県笛吹市春日居町にある山梨岡神社の背後の山腹に、笈の形を描く一辺400メートルの大規模な山焼きの行事。平安時代末から江戸時代末まで行われたが、その後行われなくなっていた。1988年（昭和63年）に復活、1990年（平成2年）3月以後は照明設備による点灯により行われている。今も山腹に火釜の石組みが点在している。

## 実施場所

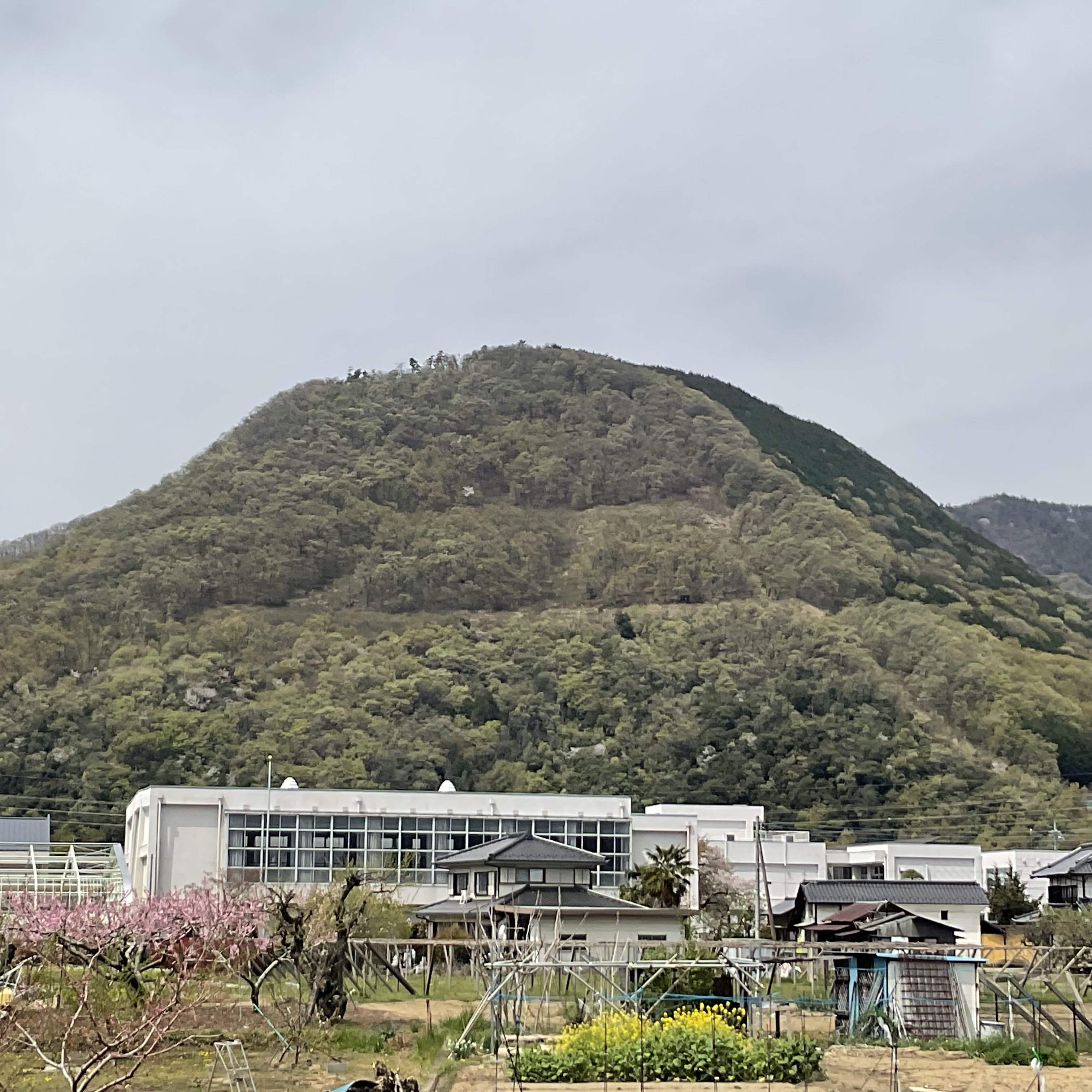
笈形焼き（日中景）

笈形焼きが行われる場所は、大蔵経寺山の東南方向に連なる山の斜面で、山梨岡神社の背後に位置している。この山を地元では御室山（みむろさん）とも笈形山（おいがたやま）とも呼称している。

## 発祥の伝説
平安時代の終わりごろ、春日居町の菩提山長谷寺と勝沼町の柏尾山大善寺の間の宗論のこじれで争いとなり、大善寺側は長谷寺に加勢した山梨岡神社の鳥居を、長谷寺側は大善寺の笈をそれぞれ持ち帰って焼き払い、以来、平安時代から江戸時代末まで、旧盆の行事として行われていたと伝えられている。

## 古文書における笈形焼き
- 「御室山境界争論裁許状」（みむろさんきょうかいそうろんさいきょじょう）（1695年（元禄8年）、山梨岡神社 蔵）

山梨岡神社神主と地元3か村との入会権をめぐる争いに対する江戸幕府評定所の裁許状の中に笈形焼きを行っている記述があり、笈形焼きの火を炊いた場所が絵図に描かれている。
- 「由緒財産取調書」（1892年（明治25年）、大善寺 蔵）

「年中行事・七月」の部分に、 「十五日正午不動閉福。七ツ時施餓鬼。鳥井（ママ）火焚、菩提山ト隔年ナリ。」との記述があり、柏尾山大善寺の鳥居焼きと菩提山長谷寺の笈形焼きが一年おきに行われていたことがうかがえる。

## 復活
1988年（昭和63年）、峡東地方の火祭り復活を目指して窯跡などの調査研究をしていた山梨県青少年団体連絡協議会が、調査研究を基に春日居町や地元有志の協力を得て、200ワットの電球約90個を配線し、4月3日、約130年ぶりに復活した。以後、春日居町が主体となって実施し、1990年（平成2年）3月には、ふるさと創生事業の一環として、費用約2000万円で恒久的な照明設備88基を設置した。以後、春の「春日居桃の花祭り」と夏の盆の時期に点灯された。
笛吹市への合併後は、笛吹市桃源郷春まつりと夏まつりの期間中点灯されている。

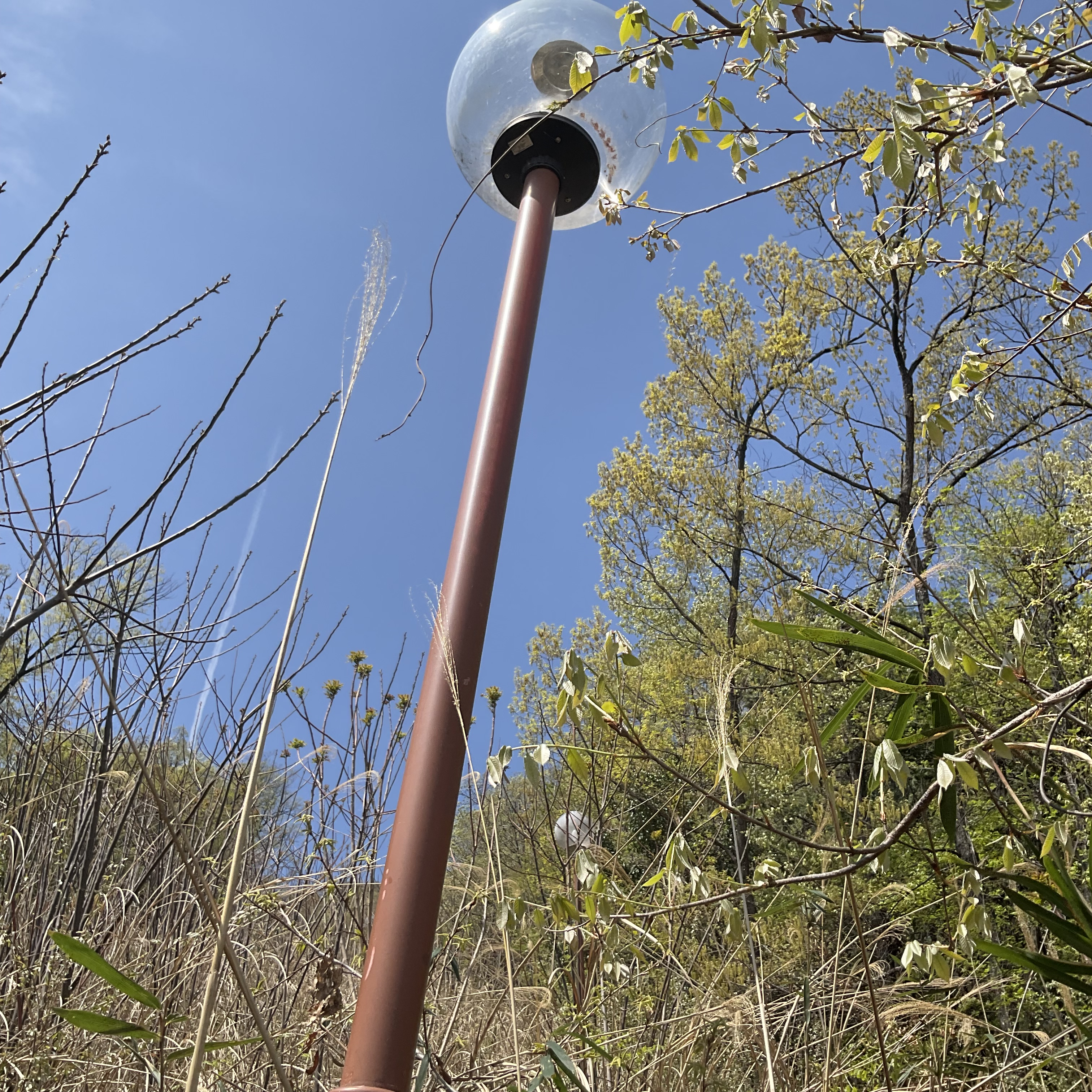
笈形焼き（照明設備）
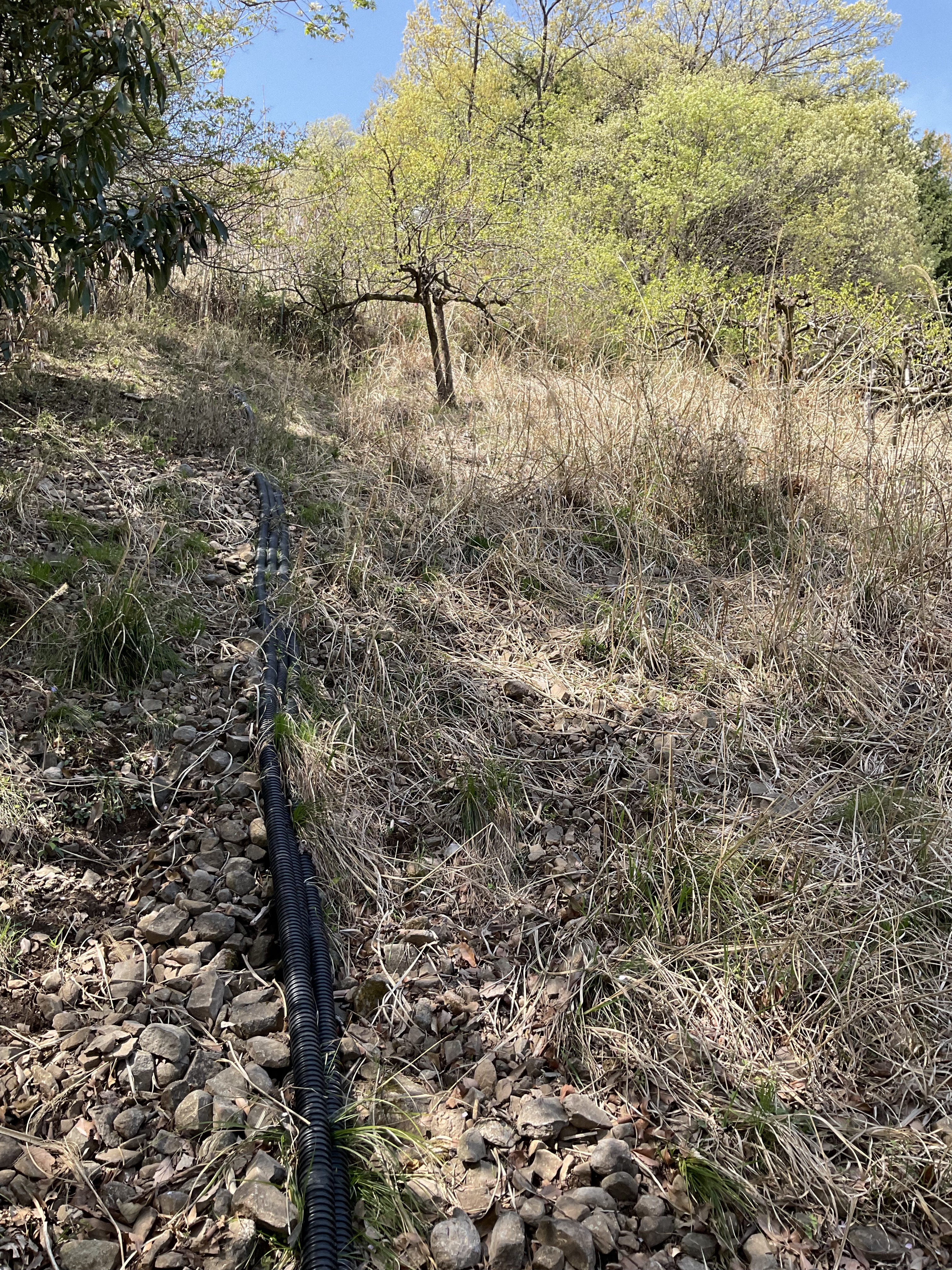
笈形焼きの照明設備への電源ケーブル

## 関連する施設
- 笈形橋ー平等川に架かる橋のひとつ。笛吹市春日居スポーツ広場と国道140号線との間に位置している。橋の欄干の装飾として笈形焼きの絵が設置してある。

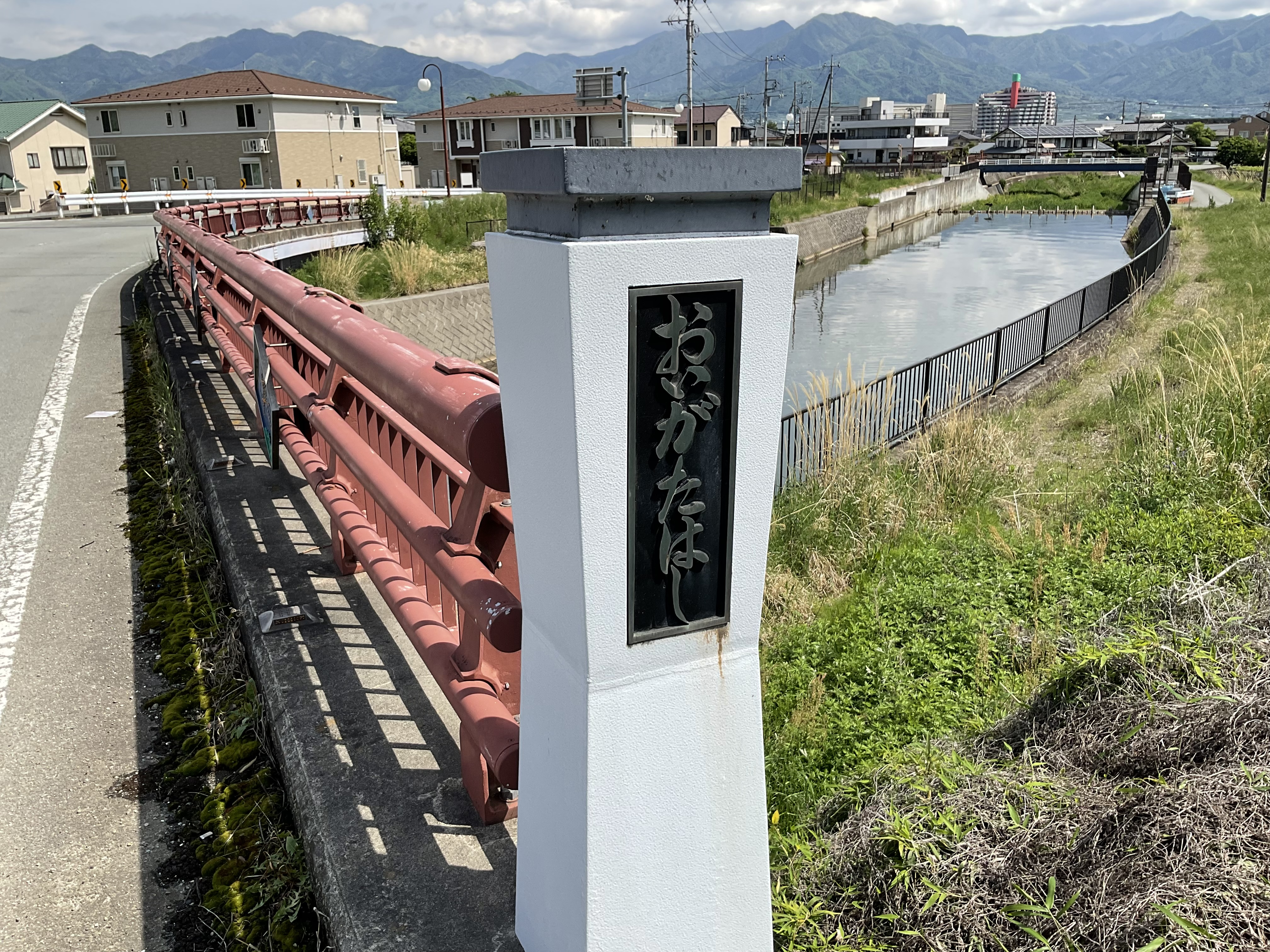
笈形橋1
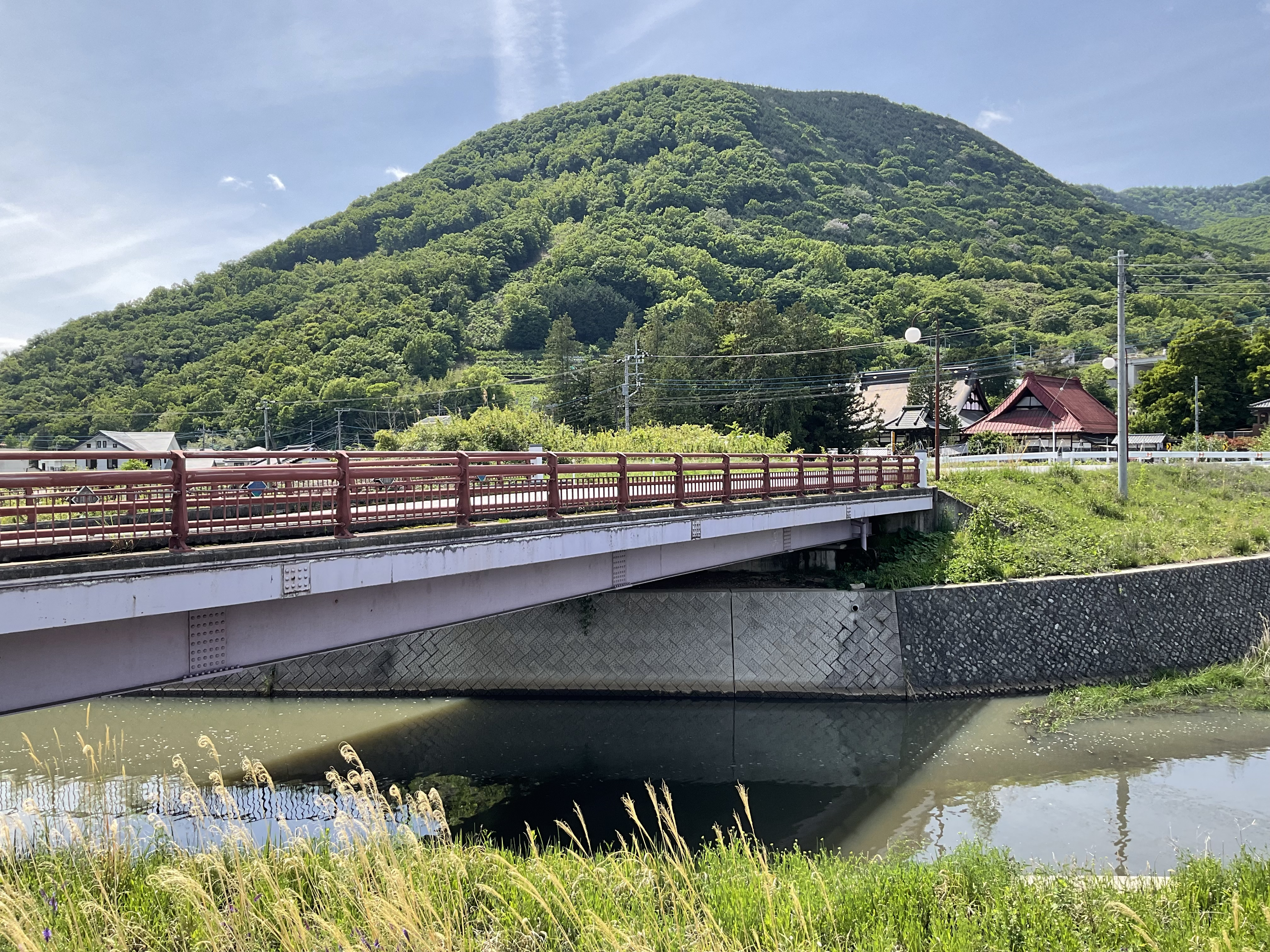
笈形橋2
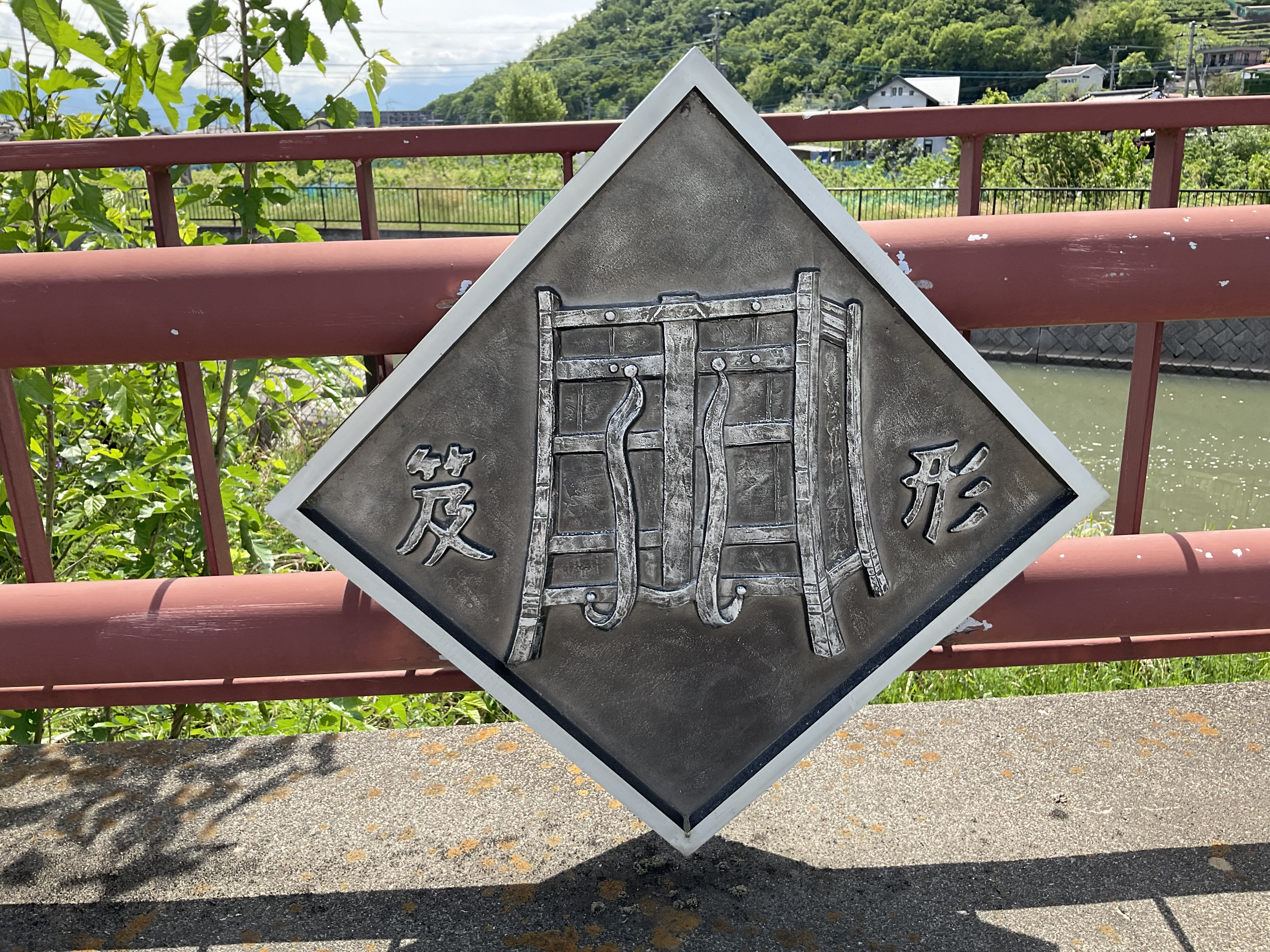
笈形橋欄干飾り1
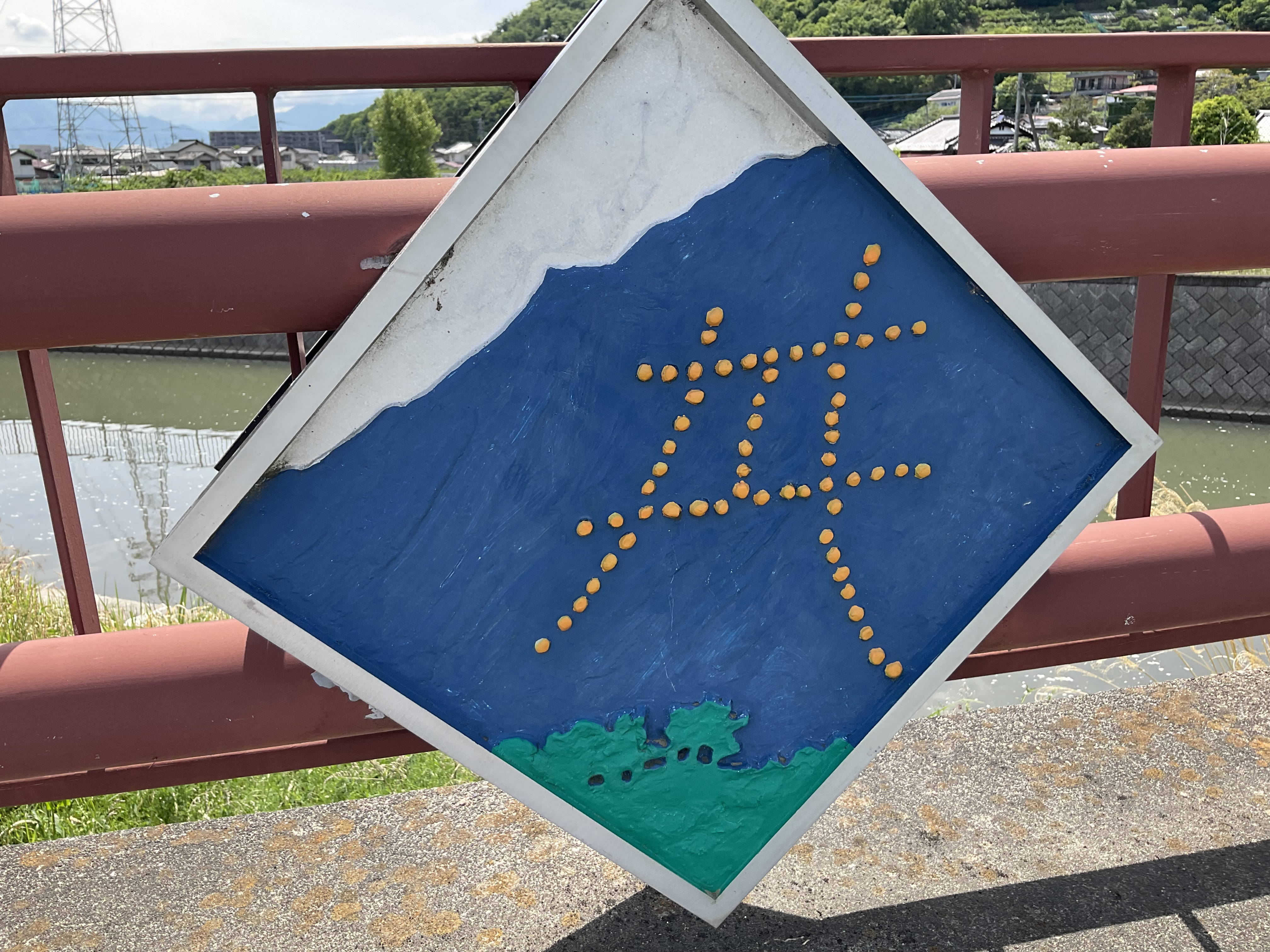
笈形橋欄干飾り2

- 三心亭おいがたー笛吹市春日居町鎮目地区内の国道140号線沿いの食堂。店内に笈形焼きを浮き彫りしたガラス製の仕切りがあり、箸袋に笈形焼きの伝説が印刷してある。